# Parafia św. Stanisława Biskupa Męczennika i Aniołów Stróżów w Zbuczynie
Parafia Świętego Stanisława i Aniołów Stróżów w Zbuczynie – parafia rzymskokatolicka w Zbuczynie.
Parafia erygowana w 1418. Obecny kościół parafialny murowany, wybudowany w latach 1880-1899, staraniem ks. Nikodema Małachowskiego, konsekrowany w 1906 roku przez bpa Franciszka Jaczewskiego. Mieści się przy ulicy Siedleckiej.
Terytorium parafii obejmuje: Bzów, Choję, Chromną, Cielemęc, Grodzisk, Helenów, Jasionkę, Karcze, Borki-Kosy, Kwasy, Lipiny, Łęcznowolę, Ługi Wielkie, Borki-Paduchy, Tchórzew-Plewki, Pogonów, Ługi-Rętki, Rówce, Rzążew, Borki-Sołdy, Świercze, Tarcze, Tchórzew, Wólkę Kamienną, Borki-Wyrki, Zbuczyn oraz Zdany.